# Saar-Riesling-Straße
Die Saar-Riesling-Straße ist eine Ferienstraße, auch Themenstraße genannt, die der gemeinsamen, touristisch interessanten Thematik Saar-Riesling zugeordnet wurde und durch eine einheitliche amtliche Beschilderung gekennzeichnet ist.
Die Saar-Riesling-Straße verläuft durch das Weinbaugebiet der unteren, rheinland-pfälzischen Saar. Sie beginnt in Serrig und endet an der Saarmündung in Konz.